# Bantia michaelisi
Bantia michaelisi är en bönsyrseart som beskrevs av Max Beier 1935. Bantia michaelisi ingår i släktet Bantia och familjen Thespidae. Inga underarter finns listade i Catalogue of Life.